# Decisione critica
Decisione critica (Executive Decision) è un film del 1996 diretto da Stuart Baird ed interpretato da Kurt Russell.

## Trama
Il terrorista islamico Nagy 'Altar' Hassan e un gruppo di terroristi dirottano il volo Oceanic 343, un Boeing 747 in volo da Atene a Washington, chiedendo la liberazione di un importante terrorista detenuto negli Stati Uniti d'America. L'analista dei servizi segreti David Grant tuttavia è convinto che il vero obiettivo sia quello di portare l'aereo sui cieli della capitale e lì fare esplodere una bomba chimica a base di gas nervino.
Solo il dubbio sulle reali intenzioni di Nagy impedisce alle autorità di ordinare l'abbattimento dell'aereo e la morte degli oltre 400 passeggeri a bordo; viene invece deciso di inviare una squadra di berretti verdi a bordo del velivolo per mezzo di un Lockheed F-117 Nighthawk sperimentale attrezzato per l'aggancio in volo. Il trasferimento del commando fallisce dopo che solo pochi membri della squadra, tra i quali David Grant, sono entrati nel Boeing.
Nell'impossibilità di comunicare con l'unità di crisi del Pentagono, alla squadra rimangono poche ore per neutralizzare i terroristi e scongiurare il pericolo. L'operazione avrà successo grazie anche alla collaborazione della hostess Jean.

## Produzione e incassi
Il film è uscito negli Usa il 15 marzo 1996. Con un budget stimato di circa 55 milioni di dollari, la pellicola ha incassato negli Stati Uniti poco più di 68 milioni di dollari e nel resto del mondo circa 65 milioni. Globalmente i dollari incassati sono stati 134'150'000. Le riprese, tra il 19 giugno e il 17 ottobre 1995, si sono svolte in California, Alabama e in Portorico. In Italia è uscito il 24 aprile 1996.

## Riconoscimenti
Per la sua interpretazione nel film l'attore Steven Seagal ha ricevuto una nomination ai Razzie Award del 1997 nella categoria peggior attore non protagonista.

## Curiosità
L'aereo sperimentale chiamato Remora, utilizzato per portare il commando a bordo del Boeing 747, è un Lockheed F-117 Nighthawk che, vista la conformazione della fusoliera, non avrebbe mai potuto trasportare una squadra di soldati.